# Kaméleon
Kaméleon es una película de comedia húngara de 2008 dirigida por Krisztina Goda. La película fue presentada al 81.ª Premio de la Academia a la Mejor Película en Lengua Extranjera, pero no fue nominada.

## Reparto
- Ervin Nagy como Farkas Gábor
- Gabriella Hámori como Hartay Hanna
- János Kulka como Dr. Marton Ferenc
- Sándor Csányi como Torsa Márk